# フェキシニダゾール
フェキシニダゾールは、ブルーストリパノソーマによるアフリカトリパノソーマ症（睡眠病）の治療に用いられる医薬品である。第1期と第2期の両方の病状に対して効果的である。シャーガス病の治療に有用なことを支持する証明もいくつかある。経口投与される。 
一般的な副作用には吐き気、嘔吐、頭痛、睡眠障害など、その他の副作用にはQT延長、精神病、白血球減少症などがあげられる。妊娠中または授乳中の人への使用の安全性は不明確である。ニトロイミダゾール類に分類される抗寄生虫薬で、寄生虫体内の特定の酵素を活性化することで寄生虫を死滅させると考えられる。 
フェキシニダゾールが最初に報告されたのは1978年である。2018年に欧州医薬品庁から肯定的な意見が出された。世界保健機関の必須医薬品リストに掲載されており、医療制度に必要とされる最も安全で効果的な医薬品である。睡眠病の治療開発は、顧みられない病気の新薬開発イニシアティブの資金提供とサノフィの協働により進められている。 